# Derrick White
Derrick Richard White (Parker, 2 de julho de 1994) é um basquetebolista norte-americano que atua como ala-armador ou armador. Atualmente defende o Boston Celtics, da National Basketball Association (NBA).
White jogou três anos de basquete universitário na Divisão II da NCAA pela Universidade de Colorado Springs, antes de se transferir para a Universidade do Colorado da Divisão I da NCAA para sua temporada final. Ele foi selecionado pelo San Antonio Spurs como a 29º escolha geral no Draft da NBA de 2017. 
Em fevereiro de 2022, ele foi trocado para os Celtics, tornando-se um dos principais jogadores da equipe quando eles chegaram às Finais da NBA de 2022. White se tornou titular na temporada de 2022–23 e foi selecionado para a Primeira-Equipe de Defesa da NBA nessa temporada, e para sua segunda na temporada seguinte. Ele conquistou seu primeiro título da NBA quando os Celtics derrotaram o Dallas Mavericks em cinco jogos durante as Finais de 2024. White também conquistou uma medalha de ouro como membro da equipe olímpica dos Estados Unidos de 2024.

## Carreira no ensino médio
Um graduado de 2012 da Legend High School em Parker, Colorado, White era um armador de 1,80 m no momento de sua formatura.

## Carreira universitária
White foi levemente recrutado fora do ensino médio, sem receber ofertas de bolsas de qualquer instituição. Na época de sua formatura do ensino médio, que caiu cerca de dois meses antes de seu aniversário de 18 anos, ele tinha apenas 1,80 m de altura — depois de crescer cinco centímetros durante seu último ano. O único treinador principal de uma universidade que mostrou interesse sustentado em White foi Jeff Culver, então treinador principal da Universidade Johnson & Wales, um membro não bolsista da NAIA mais conhecido por seu programa culinário. No momento em que White estava se preparando para tomar sua decisão, Culver foi contratado como treinador principal da Universidade de Colorado Springs da Divisão II da NCAA e ofereceu a White um salário e pensão para sua temporada de calouro. Culver só esperava que White se tornasse titular no final de sua carreira universitária. Ele estava ciente de que o pai de White teve um surto de crescimento tardio na universidade e também sabia que os médicos haviam projetado que White potencialmente atingiria 1,95 m.
Com seu novo tamanho e capacidade atlética, White se tornou uma estrela na UCCS, iniciando todos os jogos de sua carreira de três anos e deixando a universidade como líder em pontos (1.912) e assistências (343). Em sua terceira temporada, ele teve médias de 25,8 pontos, 7,3 rebotes e 5,2 assistências e levou a equipe ao Torneio da NCAA de 2015.
Após esta temporada, White optou por se transferir para a Universidade do Colorado da Divisão I da NCAA para testar suas habilidades na Conferência Pac-12, uma das principais ligas universitárias do país. Depois de ficar de fora da temporada de 2015–16 pelas regras da NCAA, White se destacou em sua única temporada com os Buffaloes com médias de 18,1 pontos, 4,1 rebotes e 4,4 assistências. Ele foi nomeado para a Primeira-Equipe da Pac-12 e para a Equipe Defensiva.

## Carreira profissional

### San Antonio Spurs (2017–2022)

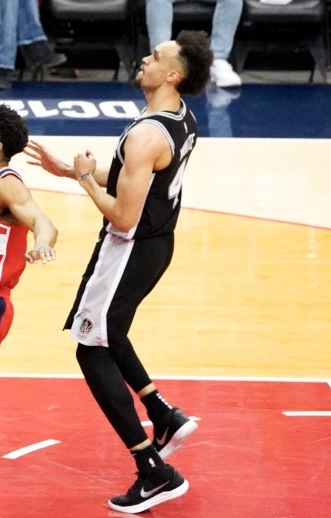
White com o San Antonio Spurs em 2019

White foi um dos 60 prospectos da NBA convidados para o Draft Combine de 2017. Ele foi um dos apenas 15 convidados que não tinham sido os 150 melhores prospectos do Rivals no ensino médio e um dos três únicos que não assinaram com os programas da Divisão I. Além disso, de acordo com o Yahoo!, ele também foi "o único que usaria parte de seu primeiro contrato com a NBA para pagar empréstimos estudantis que acumulou pagando as mensalidades da UCCS como calouro".
O San Antonio Spurs selecionou White como a 29ª escolha do Draft da NBA de 2017. Mais tarde, White foi incluído no elenco que disputou a Summer League de 2017. Em 6 de julho, White assinou um contrato de quatro anos e 8,5 milhões com os Spurs.
Em 18 de outubro de 2017, o ala-armador fez sua estreia na NBA em uma vitória por 107 a 99 sobre o Minnesota Timberwolves. Em 31 de outubro, ele foi enviado, junto com Dāvis Bertāns, para o Austin Spurs da G-League. White sofreu uma fratura no pulso direito durante um jogo da G-League contra o Texas Legends e foi então chamado de volta para San Antonio alguns dias depois.
No dia 12 de março de 2018, White registrou 14 pontos, seu recorde na carreira, quatro rebotes, uma assistência e deu um toco na derrota por 109 a 93 para o Houston Rockets. Já no dia 14 de abril, o ala-armador fez sua estreia nos playoffs da NBA registrando sete pontos, uma assistência, uma roubada de bola e dando um toco na derrota por 92 a 113 para o Golden State Warriors no Jogo 1 da série.
Em 12 de outubro de 2018, foi revelado que White tinha uma ruptura na fascite plantar esquerda. Em 7 de novembro, White fez sua estreia na temporada registrando um rebote e três assistências na derrota por 95 a 88 para o Miami Heat. Em 10 de janeiro de 2019, ele registrou 23 pontos, oito assistências, cinco rebotes, duas roubadas de bola e um toco em uma vitória por 154-147 na prorrogação sobre o Oklahoma City Thunder. Em 30 de janeiro de 2019 contra o Brooklyn Nets, White marcou 26 pontos. Em 18 de abril de 2019 contra o Denver Nuggets, ele marcou 36 pontos para dar ao San Antonio uma vantagem de 2 a 1 na primeira rodada dos playoffs de 2019.
Em 21 de dezembro de 2020, o San Antonio Spurs anunciou que havia assinado uma extensão de contrato de quatro anos e 73 milhões com White.

### Boston Celtics (2022–Presente)

#### Temporada de 2021–22: Primeira Finais da NBA
Em 10 de fevereiro de 2022, White foi negociado para o Boston Celtics em troca de Josh Richardson, Romeo Langford e uma escolha de primeira rodada de 2022 (que se transformou em Blake Wesley). Um dia depois, White jogou seu primeiro jogo com a equipe e terminou com 15 pontos, seis rebotes e duas assistências.
No Jogo 6 das finais da Conferência Leste contra o Miami Heat, White teve 22 pontos e três roubos de bola em uma derrota por 111 a 103. Os Celtics viriam a eliminar o Heat, dando a White sua primeira aparição em Finais em sua carreira. No Jogo 1 das finais, ele anotou 21 pontos e três assistências na vitória por 120 a 108 sobre o Golden State Warriors. Os Celtics perderam a série em seis jogos.

#### Temporada de 2022–23: Titular
White começou a temporada 2022–23 como titular dos Celtics. Em 10 de fevereiro, ele marcou 33 pontos contra o Charlotte Hornets em uma vitória por 127 a 116. Três dias depois, em 13 de fevereiro de 2023, White foi eleito o Jogador da Semana da Conferência Leste, após ter médias de 24,5 pontos, 4,8 rebotes e 7,5 assistências como titular no lugar do lesionado Marcus Smart.
No Jogo 6 das Finais da Conferência Leste, realizado no dia 28 de maio, White fez a cesta da vitória contra o Miami e forçou um Jogo 7, salvando os Celtics da eliminação. O ala-armador tornou-se o segundo jogador na história da NBA a ter um buzzer-beat com seu time em desvantagem e enfrentando a eliminação, juntando-se ao "The Shot" de Michael Jordan em 1989. Os Celtics perderam o Jogo 7 em casa, por 103 a 84, no qual White contribuiu com 18 pontos.
Durante a temporada de 2022–23, White foi titular em 70 jogos e jogou em todos os 82 jogos da temporada regular. O ala-armador também acertou 38,1% da linha de três pontos e 87,5% da linha de lance livre, ambos melhores números da carreira. Seus 76 tocos também foram a melhor marca da carreira. Em maio, White foi nomeado para a Segunda-Equipe Defensiva da NBA pela primeira vez.
Temporada de 2023–24: Primeiro título da NBA
White permaneceu como titular após a troca de Marcus Smart para o Memphis Grizzlies na offseason. A produção de White aumentou, com médias de 15,2 pontos, 5,2 assistências e 4,2 rebotes. Ele disputou 73 jogos (todos como titular) e teve uma eficiência de 46,1% nos arremessos de quadra, incluindo um recorde pessoal de 39,6% nos arremessos de três pontos. Em 18 de março de 2024, White registrou seu primeiro triplo-duplo da carreira com 22 pontos, 10 rebotes e 10 assistências em uma vitória de 119–94 sobre o Detroit Pistons.
Durante o Jogo 4 da primeira rodada dos playoffs contra o Miami Heat, White marcou um recorde pessoal nos playoffs, com 38 pontos, em uma vitória fora de casa por 102–88. No Jogo 4 das Finais da Conferência Leste contra o Indiana Pacers, ele fez 16 pontos e acertou o arremesso de três decisivo para a vitória, com os Celtics vencendo por 105–102 e avançando para as Finais da NBA de 2024. White ajudou os Celtics a conquistar o título, derrotando o Dallas Mavericks em cinco jogos.

#### Temporada de 2024–25: Extensão de contrato
Em 1º de julho de 2024, White assinou uma extensão de contrato de quatro anos no valor de US$125,9 milhões com os Celtics.

## Seleção Nacional
Em 10 de julho de 2024, White foi escolhido para integrar a Seleção Americana de Basquetebol para os Jogos Olímpicos de Verão de 2024, em Paris, após a equipe precisar de um jogador substituto para Kawhi Leonard. Durante o torneio, White teve médias de 3,8 pontos, 1,4 rebotes, 1,8 assistências, 1,4 roubos de bola e 1 bloqueio. Ele ajudou a equipe a conquistar a medalha de ouro.

## Vida pessoal
White casou-se com Hannah Schneider em agosto de 2021. O primeiro filho do casal, Hendrix James, nomeado em homenagem a Jimi Hendrix, nasceu em 19 de maio de 2022. O segundo filho, Daxton, nasceu em 4 de novembro de 2023.
Em setembro de 2024, White estava assistindo a um jogo de futebol americano entre Colorado e Colorado State em Fort Collins quando um fã o agrediu, acertando-o na parte de trás da cabeça.
White possui contratos de patrocínio com as empresas de bebidas baseadas em Boston, Samuel Adams e Culture Pop, e já apareceu em comerciais e em painéis publicitários promovendo essas marcas.

## Estatísticas da carreira
| † | Campeão da temporada da NBA |

### NBA

#### Temporada regular
| Ano      | Equipe      | PJ  | PT  | MPJ  | AP   | 3P   | LL   | RT  | AS  | BR  | TO  | PPJ  |
| -------- | ----------- | --- | --- | ---- | ---- | ---- | ---- | --- | --- | --- | --- | ---- |
| 2017-18  | San Antonio | 17  | 0   | 8.2  | .485 | .615 | .700 | 1.5 | .5  | .2  | .2  | 3.2  |
| 2018-19  | San Antonio | 65  | 53  | 25.8 | .476 | .333 | .769 | 3.6 | 5.0 | 1.0 | .7  | 9.9  |
| 2019-20  | San Antonio | 68  | 20  | 24.7 | .458 | .366 | .853 | 3.3 | 3.5 | .6  | .9  | 11.3 |
| 2020-21  | San Antonio | 36  | 32  | 29.6 | .411 | .346 | .851 | 3.0 | 3.5 | .7  | 1.0 | 15.4 |
| 2021-22  | San Antonio | 49  | 48  | 30.3 | .426 | .314 | .869 | 3.5 | 5.6 | 1.0 | .9  | 14.4 |
| 2021-22  | Boston      | 26  | 4   | 27.4 | .409 | .306 | .853 | 3.4 | 3.5 | .6  | .6  | 11.0 |
| 2022-23  | Boston      | 82  | 70  | 28.3 | .462 | .381 | .875 | 3.6 | 3.9 | .7  | .9  | 12.4 |
| 2023-24  | Boston †    | 73  | 73  | 32.6 | .461 | .396 | .901 | 4.2 | 5.2 | 1.0 | 1.2 | 15.2 |
| Carreira | Carreira    | 418 | 302 | 27.5 | .450 | .363 | .854 | 3.5 | 4.1 | .8  | .9  | 12.3 |

#### Playoffs
| Ano      | Equipe      | PJ | PT | MPJ  | AP   | 3P   | LL   | RT  | AS  | BR | TO  | PPJ  |
| -------- | ----------- | -- | -- | ---- | ---- | ---- | ---- | --- | --- | -- | --- | ---- |
| 2018     | San Antonio | 3  | 0  | 6.0  | .500 | .500 | –    | .0  | .3  | .3 | .7  | 2.3  |
| 2019     | San Antonio | 7  | 7  | 27.3 | .547 | .294 | .731 | 3.0 | 3.0 | .7 | .7  | 15.1 |
| 2022     | Boston      | 23 | 3  | 25.4 | .364 | .313 | .824 | 3.0 | 2.7 | .9 | .6  | 8.5  |
| 2023     | Boston      | 20 | 16 | 29.7 | .505 | .455 | .912 | 3.0 | 2.1 | .6 | 1.0 | 13.4 |
| 2024     | Boston †    | 19 | 19 | 35.6 | .452 | .404 | .921 | 4.3 | 4.1 | .9 | 1.2 | 16.7 |
| Carreira | Carreira    | 72 | 45 | 28.7 | .455 | .394 | .852 | 3.2 | 2.8 | .8 | .9  | 12.4 |

### Universitário
| Ano      | Equipe           | PJ  | PT  | MPJ  | AP   | 3P   | LL   | RT  | AS  | BR  | TO  | PPJ  |
| -------- | ---------------- | --- | --- | ---- | ---- | ---- | ---- | --- | --- | --- | --- | ---- |
| 2012–13  | Colorado Springs | 24  | 24  | 29.6 | .426 | .342 | .808 | 3.8 | 2.1 | 1.5 | 1.0 | 16.8 |
| 2013–14  | Colorado Springs | 28  | 28  | 30.6 | .480 | .286 | .826 | 6.3 | 4.2 | 1.1 | 1.5 | 22.2 |
| 2014–15  | Colorado Springs | 33  | 33  | 32.2 | .529 | .336 | .838 | 7.4 | 5.2 | 2.2 | 2.1 | 25.8 |
| 2016–17  | Colorado         | 34  | 32  | 32.8 | .507 | .396 | .813 | 4.1 | 4.4 | 1.2 | 1.4 | 18.1 |
| Carreira | Carreira         | 119 | 117 | 31.3 | .485 | .339 | .821 | 5.4 | 3.9 | 1.5 | 1.5 | 20.7 |

Fonte:

## Títulos
Boston Celtics
- Campeão da NBA: 2023–24
- 2x NBA All-Defensive Team:
  - Segundo Time: 2022–23 e 2023–24